# هربرت وايت
هربرت وايت (1830 - ) (بالإنجليزية: Herbert White)‏ هو لاعب كريكت بريطاني.

## وصلات خارجية
- هربرت وايت على موقع إي آس بي آن كريك إنفو (الإنجليزية)